# Церетелі Шалва Отарович
Церетелі Шалва Отарович (1894 , Сачхере, Кутаїська губернія, Російська імперія  — 15 листопада 1955 , Тбілісі ) — співробітник НКВС 30-х і 40-х років. Спеціаліст з викрадень і таємних вбивств, генерал-лейтенант.

## Ранні роки
Нащадок грузинського князівського роду Церетелі. Батько, сільський учитель, помер в 1896 році. Вихований вітчимом, машиністом. Є відомості, що до 40 років був повністю безграмотним, не вмів читати і писати. У 1936 закінчив в Тбілісі 1-у показову середню школу для дорослих. За одними відомостями з травня 1905 р. по серпень 1910 р. ремонтний робочий служби колії станції Зестафоні, з серпня 1910 по червень 1911 рр. учень в слюсарних майстернях там же, з червня 1911 р. по липень 1913 р. рудокоп на марганцевій шахті в Чиатурі. За іншими відомостями, заробляв на життя збройними пограбуваннями. З липня 1913 по червень 1914 рр. жив у Коканді на утриманні вітчима, готувався до вступу в комерційне училище.
З червня по серпень 1914 р. рядовий 105 Оренбурзького запасного батальйону. З серпня 1914 по липень 1915 рр. прапорщик 168-го Миргородського піхотного полку 9 корпусу на Австрійському фронті. З липня по грудень 1915 р. — військовополонений в таборах Австрії та Німеччини. З грудня 1915 по березень 1916 рр. прапорщик Грузинського легіону військовополонених у м. Самсуні (Туреччина).

## В органах держбезпеки
У 1920 році в Кутаїській в'язниці познайомився з Л. П. Берія. Після встановлення в Грузії радянської влади поступив на службу в грузинську ЧК. У 1938 році був переведений на роботу в Москву.
C 1939 року начальник прикордонних військ Закавказзя. З 15.08.1941 року 1-й заступник наркома внутрішніх справ Грузії. У 1946 році призначений заступником міністра державної безпеки Грузії, залишаючись на посаді начальника Управління прикордонних військ.
Після арешту і страти Л. П. Берії в 1953 році, Шалва Церетелі, який перебував на той час на пенсії, був також арештований і в 1955 році розстріляний.